# Thân Trọng Huề

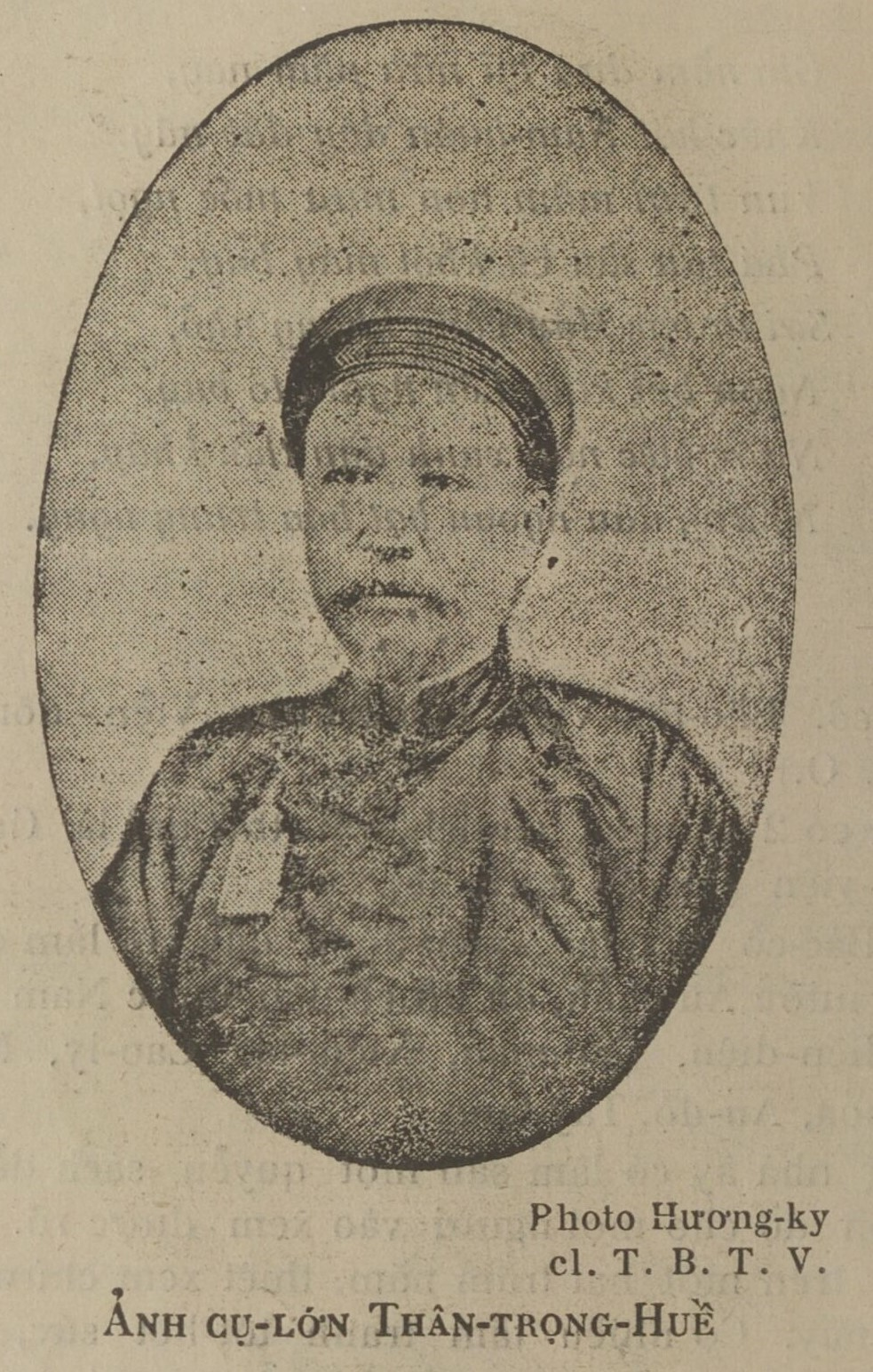
Chân dung ông Thân Trọng Huề

Thân Trọng Huề (申仲𢤮, 1869-1925), tự là Tư Trung; là danh thần và danh sĩ cuối triều Nguyễn trong lịch sử Việt Nam. Ông là ông ngoại của Trần Lệ Xuân tức vợ ông Ngô Đình Nhu (em trai tổng thống Ngô Đình Diệm)

## Thân thế và sự nghiệp
Thân Trọng Huề là người làng Nguyệt Biều, huyện Hương Thủy, tỉnh Thừa Thiên (nay thuộc phường Nguyệt Biều, thành phố Huế, tỉnh Thừa Thiên Huế).
Ông sinh ra trong gia tộc nổi tiếng ở kinh đô Huế. Nội của ông là Bố chính Thân Văn Quyền (1771-1873), thuộc dòng dõi danh thần Thân Nhân Trung đời Hậu Lê ; và cha của ông là Thân Văn Nhiếp (1804-1872) từng làm Tổng đốc Bình Phú (Phú Yên, Bình Định). Trước đây, ông Quyền và ông Nhiếp đều là người làng An Lỗ, huyện Phong Điền, tỉnh Thừa Thiên, sau mới đến ở tại làng Nguyệt Biều, huyện Hương Thủy, cùng tỉnh .
Ông mồ côi cha lúc mới có 4 tuổi, theo mẹ vào sinh sống ở Gia Định, sau được anh rể là Tham tri bộ Lễ Trần Thúc Nhẫn (1841-1883) đưa về Huế ở với người anh cả là Thân Trọng Trữ để ăn học. Nhờ chân "ấm sinh", ông Huề vào học Quốc Tử Giám ở Huế.
Năm 1888, 19 tuổi, Thân Trọng Huề thi Hương đỗ trường Nhì; năm sau (1889), ông được chính quyền thực dân Pháp chọn du học tại Trường Bảo hộ (Thuộc địa) Paris (Pháp), nhằm đào tạo thành một quan chức của bộ máy chính quyền thuộc địa. Trong sáu năm học tập, ông được các giáo sư người Pháp ngợi khen là thông minh, học giỏi; và đến 1895, ông tốt nghiệp Thủ khoa tại trường này với lời khen thưởng của Hội đồng Giám khảo.
Về nước, triều đình chiếu theo lệ thi đỗ "Tiến sĩ" trong nước, bổ ông hàm Biên tu Viện Cơ mật, sung chức Ngự tiền thị thơ. Khi làm việc tại đây, vì tính ngay thẳng, mà ông bị Tiết chế Đại thần Nguyễn Thân không ưa, rồi lấy cớ "gặp quan mà không xuống ngựa" xin cách chức ông (1896) . Song khi xem án, vua Thành Thái phê rằng:
"Huề là con nhà thế gia, chữ Hán chữ Tây (tiếng Pháp) đều thông hiểu. Muốn hỏi gì đều đáp được. Dẫu cách chức, nhưng cũng cho lệ vào Viện Cơ mật, phòng khi hỏi han việc gì" .
Năm 1897, ông được phục chức, sung vào làm Bang tá ở Viện Cơ mật. Năm 1899, thăng ông hàm Hồng lô tự khanh. Năm 1901, bổ ông làm Án sát Khánh Hòa. Năm 1902, biệt phái ông sang giúp việc Phủ Toàn quyền Đông Dương (Hà Nội), và được thưởng hàm Thái thường tự khanh.
Năm 1903, triệu ông về Huế, bổ chức Tả Thị lang bộ Lại, sung Tham tá Viện Cơ mật. Năm 1904, bổ ông làm Bố chính tỉnh Quảng Nam. Tại đây, ông lại bị cấp trên là Tổng đốc Hồ Đệ kiếm cớ "giáng 4 trật và cho về nhà" . Uất ức, Thân Trọng Huề đã gửi lên triều đình tờ trình biện minh, đồng thời xin được ra ở Bắc Kỳ. Trong tờ trích có câu: 
"Hạ thần trước đã gặp đại thần hẹp dạ, trong thành dạo ngựa mà bị hạch tội. Sau vì đồng sự khác lòng, vừa đến Quảng Nam, chưa kịp định vị đã bị biếm trích!... Người dèm pha, đố kỵ còn đó, khó yên phận ở Trung Kỳ. Vậy xin cho hạ thần được lánh mình ra Bắc địa".
Năm 1905, ông được cử làm Đốc giáo Trường Hậu bổ (Hà Nội) (còn gọi là Trường Sĩ hoạn), chuyên đào tạo các quan chức cho chính quyền của thực dân và phong kiến.
Năm 1907, ông được phục hàm Bố chính, bổ Án sát Bắc Ninh, rồi lần lượt trải các chức: Tuần phủ Bắc Ninh; Án sát Hưng Yên, Án sát Hải Dương, thành viên Phòng 4 Tòa Thượng thẩm Hà Nội.
Năm 1915, thăng ông làm Tổng đốc sung vào Viện Thượng thẩm. Năm 1921, thăng ông hàm Hiệp tá Đại học sĩ. Năm 1922, vua Khải Định vời về ông về Huế sung Cơ mật viện Đại thần, nhận lãnh Thượng thư hai bộ: bộ Học và bộ Binh, kiêm Đô Ngự sử Viện Đô sát. Năm 1925, gia phong ông hàm Thái tử Thiếu bảo.
Ngày 17 tháng 7 năm 1925, Thân Trọng Huề lâm bệnh mất tại chức lúc 56 tuổi, được an táng tại quê nhà (làng Nguyệt Biều), và được triều đình truy tặng thực thụ hàm Đông các Đại học sĩ.

## Tác phẩm
- Học luật lệ An Nam
- Phép cai trị An Nam [6]

Và một số bài biên khảo đăng trên Đông Dương tạp chí, Đô thành hiếu cổ Huế (BAVH)... Ngoài ra, theo nhà văn Phan Khôi, thì ông còn có bộ "nhật ký" hàng mấy chục cuốn to (khởi viết từ hồi ông bắt đầu đi học bên Pháp), có nhiều tài liệu quý về phương diện lịch sử của Việt Nam và của Pháp .

## Thương tiếc
Khi Thân Trọng Huề mất, có nhiều thân sĩ làm câu đối điếu ông, trích giới thiệu ba câu: 
Duyệt gia thặng, hữu cốt ngạnh phong, dương lịch tứ triều tằng kỉ gian lao vong bạch phát;
Độc di biểu giai huyết tánh ngữ, ai vưu nhất niệm bất thăng thế lụy sái hoàng tuyền.
Nghĩa:
Ái ưu gần thác chưa nguôi, đặng tỏ tấm lòng, sụt sùi suối vàng ba mảnh giấy;
Cốt ngạnh từ xưa đã sẵn, dầu thay mái tóc, theo đòi bệ ngọc bốn triều vua .
(Hiệp tá Phạm Văn Thụ)
Đời mấy kẻ anh hùng, nô nức gần xa người một hội;
Cuộc trải qua dâu bể, than ôi! tan hợp cõi trăm năm.
(Hội Khai trí Tiến đức)
Đường đường đấng anh hào, mấy ngàn đầu xanh, lối cũ đi về vì việc nước;
Bời bời lòng cố quốc, một cung gió thảm, cảo thơm lần dở khóc người xưa".
(Nam Phong tạp chí)

## Nhân cách và công lao
Học giả Phạm Quỳnh, trong bài viết trên Nam Phong tạp chí số 96 (1925) tỏ lòng xót xa vì mất đi một "đồng nhân trong báo quán", tri ân người đỡ đầu tờ báo "buổi sơ sinh" và là "người bạn thân khi trưởng thành", đã vinh danh Thân Trọng Huề bằng những lời thắm thiết như sau:
"Cụ là một người cương trực, khảng khái, một lòng ái quốc trung quân, mà ở đời này những người trung quân ái quốc, khảng khái cương trực lại rất ít, cho nên một đời cụ làm quan đã gặp nhiều phen tỏa chiết. Bị tỏa chiết mà cái chí vẫn cương cường, kẻ trí thức phục cụ là người "cứng". Phường danh lợi thời lại chê cụ là người "vụng", vì "cứng" mà nên "vụng". Nhưng ở đời này thiên hạ chỉ lấy cái tiểu xảo mà khuynh loát nhau, khôn là biết nịnh tài, khéo là kiếm tiền giỏi - thời chê ấy há lại không phải là lời khen đích đáng sao? Lại người đời đều mềm cả - mềm cho đến nỗi không còn khí phách gì nữa - mà một mình cụ cứng, há lại chẳng đáng phục ru?"...
Khâm sứ P. Pasquier, trong điếu văn đọc ngày 9 tháng 9 năm 1925, cũng đã ghi nhận nhân cách và công lao của ông:
"Ông là người chỉ biết có trung thực, người không hề tính toán nhỏ nhen, mà chỉ thật lòng hành động vì điều tốt đẹp, vì lẽ công bằng...Ông đã đóng góp vào việc thực hiện những cải cách ở xứ Bảo hộ. Ông tham gia tổ chức lại ngành tư pháp. Là cố vấn ở Phòng 4 Tòa Thượng thẩm Hà Nội, công việc của ông được các quan chức ngành Tư pháp đánh giá cao.Ông quan tâm đến các vấn đề kinh tế, một thời gian dài ông phục vụ ở Phòng Nông ngihệp Bắc Kỳ và chuyên chú vào những công trình lợi ích chung"....
Gần đây, nhà văn Nguyễn Khắc Phê, trong viết "Ngàn năm họ Thân", cũng đã có lời vinh danh ông: 
"Noi gương cha ông, Thân Trọng Huề, từng giữ chức Thượng thư Bộ học kiêm Bộ Binh, đã có công góp phần thúc đẩy việc cải cách thi cử, trọng thực học; đặc biệt, ông đã làm cho nhà đương cục Pháp phải ký vào văn kiện lịch sử công nhận lãnh thổ Việt Nam bao gồm quần đảo Hoàng Sa và Trường Sa... Là người thông thạo cả Hán văn lẫn Pháp văn, ông là một trong số thành viên sáng lập Hội Khai trí tiến đức ở Hà Nội (1919), và từng tham gia viết trên nhiều tờ báo như Đông Dương tạp chí, Trung Bắc Tân văn, Nam Phong tạp chí...đề xuất nhiều cải cách về văn hoá-xã hội, vạch trần tệ tham nhũng của quan lại đương thời...